# L'Adelaide
L'Adelaide (RV 695) è un dramma per musica in tre atti di Antonio Vivaldi su libretto di Antonio Salvi.
Rappresentata per la prima volta per il carnevale del 1735 al Teatro Filarmonico di Verona, l'opera vide la partecipazione del contralto Anna Girò, e celebri cantanti come il soprano Margherita Giacomazzi (destinataria della famosa aria Agitata da due venti) e i castrati Giovanni Manzuoli (o Manzoli) e Pietro Morigi (o Moriggi).

## Primi interpreti
| ruolo      | tipologia vocale     | primi interpreti, 1735 |
| ---------- | -------------------- | ---------------------- |
| Adelaide   | mezzosoprano         | Anna Girò (?)          |
| Ottone     | contralto (travesti) | Maria Maddalena Pieri  |
| Berengario | basso                | Francesco Venturini    |
| Matilde    | soprano              | Margherita Giacomazzi  |
| Idelberto  | soprano castrato     | Pietro Moriggi         |
| Clodomiro  | soprano castrato     | Giovanni Manzuoli      |
| Everardo   | tenore               | Marc'Antonio Mareschi  |